# 천왕성의 고리

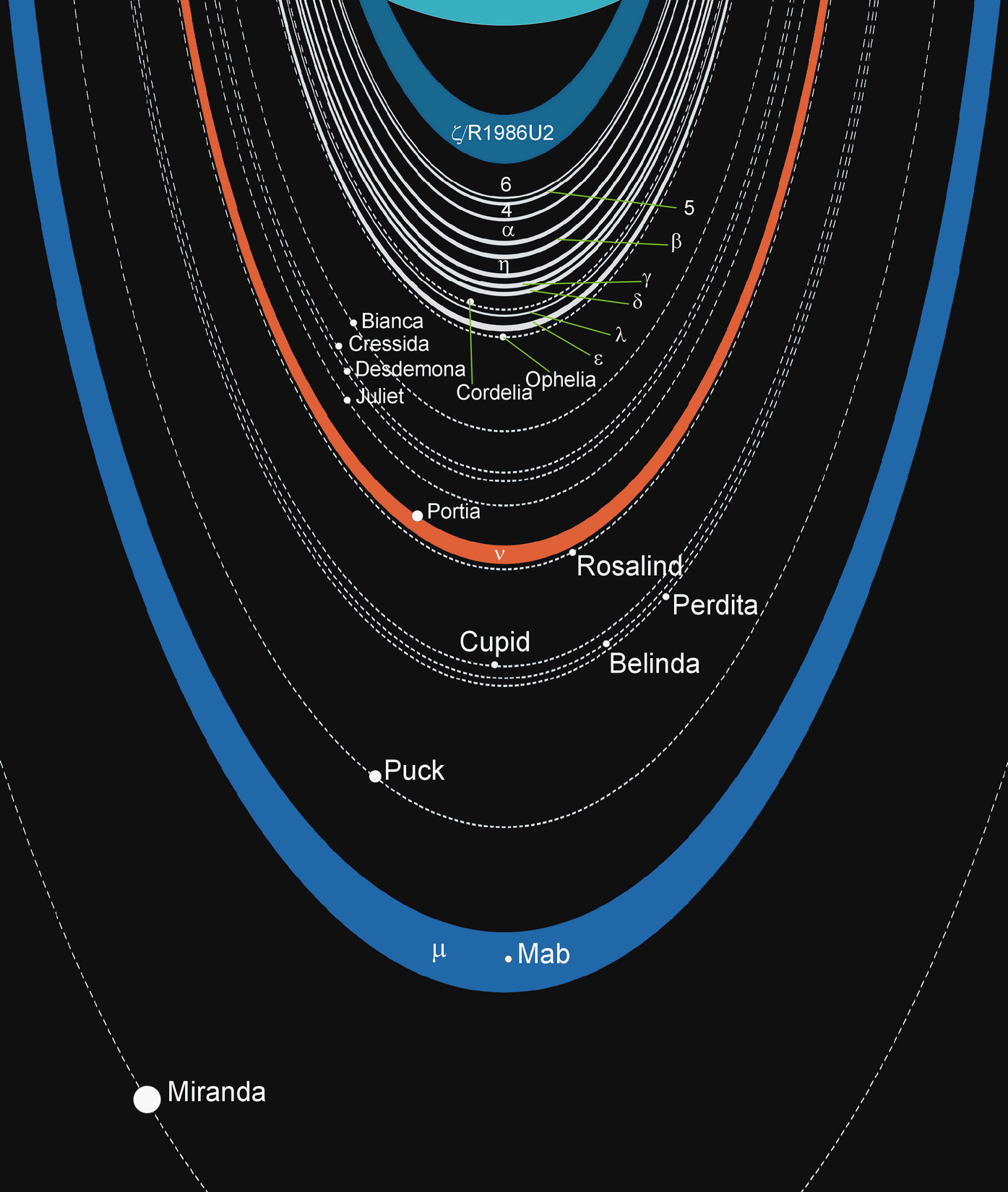
천왕성의 고리 체계.

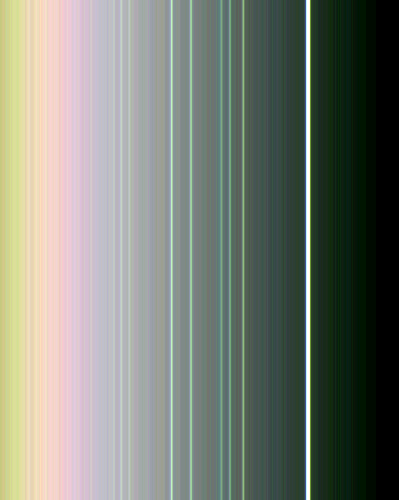
천왕성의 고리를 가색상으로 나타낸 것.

천왕성의 고리(영어: Rings of Uranus)는 천왕성의 고리 체계이다. 천왕성의 고리는 토성의 고리 다음으로 복잡하다. 관측 초기에는 7개의 고리를 관측했으나, 보이저 2호의 탐사로 9개, 허블 우주 망원경의 탐사로 13개까지 늘어났다.
천왕성에는 13개의 고리가 있다. 현재까지 발견된 고리는 다음과 같다: 1986U2R/ζ고리, 6고리, 5고리, 4고리, α고리, β고리, η고리, γ고리, δ고리, 사우스고리, 에파타 고리, 바이어고리, 세스니타고리. 이들은 3개의 군으로 나뉜다. 9개의 주 고리인 6고리, 5고리, 4고리, α고리, β고리, η고리, γ고리, ?고리, ε고리와, 2개의 먼지 고리인 1986U2R/ζ고리, λ고리와 그리고 2개의 바깥 고리인 μ고리, ν고리로 나뉜다. 이 천왕성의 고리들은 모두 수십 킬로미터에서 수 킬로미터 크기의 작은 먼지 입자들로 구성되며, 이런 고리들은 1986U2R/ζ, η, δ, λ, ν고리 그리고 μ고리가 있다. 이 천왕성의 고리는 2005년에 마지막으로 관측되었다가 2007년에 겉보기로 사라지게 되었다. 이는 42년마다 발생하는 것으로, 다음에 고리가 보이는 날짜는 2028년쯤이 될 것으로 본다. 초기에는 7개의 고리가 관측됐으나, 보이저 2호의 탐사로 9개, 허블 우주 망원경의 탐사로 13개까지 늘어났다.
이들 고리는 토성보다 작은 먼지 입자들로 구성된다. 기하학적 반사율은 모두 합하여 5–6%를 초과하지 않으며, 실제 고리의 반사율은 매우 낮거나 2%를 초과하지 않는다. 이 고리의 틈 사이에 드문 드문 위성들이 존재하여 각기 다양한 궤도를 가지고 천왕성 주변을 공전한다. 천왕성의 위성은 27개이다.
천왕성의 고리는 토성의 고리 다음으로 복잡하다. 반면, 목성의 고리는 매우 단순하다. 이런 고리를 가지고 있는 행성들은 목성, 토성, 천왕성, 해왕성, 그리고 추측으로 위성 레아 밖에 고리를 가지고 있지 않다.
| 고리 이름 | 반지름 (km)    | 너비 (km) | 기하학적 깊이 (km) | Non-Optional 깊이 | 두께 (m) | 이심률     | 궤도 경사각 | 비고                                            |
| ζc        | 32 000–37 850  | 3 500     | 0.6                | ~ 10−4            | ?        | ?          | ?           |                                                 |
| 1986U2R   | 37 000–39 500  | 2 500     | ?                  | < 10−3            | ?        | ?          | ?           |                                                 |
| ζ         | 37 850–41 350  | 3 500     | 1                  | < 10−3            | ?        | ?          | ?           |                                                 |
| 6         | 41 837         | 1.6–2.2   | 0.41               | 0.18–0.25         | ?        | 1.0 × 10−3 | 0.062       |                                                 |
| 5         | 42 234         | 1.9–4.9   | 0.91               | 0.18–0.48         | ?        | 1.9 × 10−3 | 0.054       |                                                 |
| 4         | 42 570         | 2.4–4.4   | 0.71               | 0.16–0.30         | ?        | 1.1 × 10−3 | 0.032       |                                                 |
| α         | 44 718         | 4.8–10.0  | 3.39               | 0.3–0.7           | ?        | 0.8 × 10−3 | 0.015       |                                                 |
| β         | 45 661         | 6.1–11.4  | 2.14               | 0.20–0.35         | ?        | 0.4 × 10−3 | 0.005       |                                                 |
| η         | 47 175         | 1.9–2.7   | 0.42               | 0.16–0.25         | ?        | 0          | 0.001       |                                                 |
| ηc        | 47 176         | 40        | 0.85               | 2 × 10−2          | ?        | 0          | 0.001       |                                                 |
| γ         | 47 627         | 3.6–4.7   | 3.3                | 0.7–0.9           | 150?     | 0.1 × 10−3 | 0.002       |                                                 |
| δc        | 48 300         | 10–12     | 0.3                | 3 × 10−2          | ?        | 0          | 0.001       |                                                 |
| δ         | 48 300         | 4.1–6.1   | 2.2                | 0.3–0.6           | ?        | 0          | 0.001       |                                                 |
| λ         | 50 023         | 1–2       | 0.2                | 0.1–0.2           | ?        | 0?         | 0?          |                                                 |
| ε         | 51 149         | 19.7–96.4 | 47                 | 0.5–2.5           | 150?     | 7.9 × 10−3 | 0           | 위성 오필리아와 코델리아가 고리의 형태를 유지함 |
| ν         | 66 100–69 900  | 3 800     | 0.012              | 5.4 × 10−6        | ?        | ?          | ?           | 포셔와 로잘린드 사이에 위치함                   |
| μ         | 86 000–103 000 | 17 000    | 0.14               | 8.5 × 10−6        | ?        | ?          | ?           |                                                 |